# Erwan Vallerie
Erwan Vallerie (1944 - 10 de febrero de 2022) fue un economista, nacionalista bretón y activista cultural francés. En 1969 fundó la publicación mensual Sav Breizh con Yann Choucq, transformado en 1971 en revista de estudios bimestrales, de la cual fue director hasta su desaparición en 1975. Se consagró desde entonces en los trabajos de investigación histórica y lingüística.

## Publicaciones
- Théorie de la Nation, publicado en 1971 en Sav Breizh (¡Arriba Bretaña!).
- Communes bretonnes et paroisses d’Armorique, Beltan, Brasparts, 1986, ISBN 2905939044
- Diazezoù studi istorel an anvioù-parrez = Traité de toponymie historique de la Bretagne, An Here, Le Relecq-Kerhuon, 1995, 3 v. ISBN 2868431534 [texto bretón y traducción francesa]
- tesis doctoral Traité de toponymie historique de la Bretagne (texto bretón y traducción francesa), 1995 en las ediciones An Here.
- L’art et la manière de prononcer ces sacrés noms de lieu de Bretagne, Le Chasse-Marée / ArMen, Douarnenez, 1996, ISBN 2903708630
- Théorie de la Nation reeditado con los ensayos (« Théorie de la Nation », « Place de la langue dans le combat de libération nationale », « l’Europe contre la Bretagne », y « Nous barbares locaux »), de nuevo en 1971 y 1976, bajo el título Nous barbares locaux, para las ediciones An Here en 1997.
- Ils sont fous ces Bretons !!, trousse de survie pour découvreur des Armoriques, Spézet, éditions Coop Breizh, 2003 (con el ilustrador Nono)